# Transpeptidazione
La transpeptidazione è una reazione che avviene all'interno della parete batterica grazie all'enzima transpeptidasi.
La parete batterica è formata da cerchi concentrici di peptidoglicano, un polimero di N-acetilglucosammina e acido muramico.
La reazione di transpeptidazione porta alla formazione di ponti trasversi tra questi cerchi concentrici, in particolare, mediante il legame tra il terzo peptide di un acido muramico (acido di-ammino-pimelico) e la quarta alanina dell'acido muramico di un altro fascio di peptidoglicano. Questa reazione fornisce notevole solidità alla parete batterica, in grado così di sostenere l'elevata pressione osmotica che altrimenti porterebbe a distruzione il batterio.
In presenza di antibiotici beta-lattamici (principalmente penicilline e cefalosporine) la transpeptidasi lega invece l'anello beta-lattamico, analogo strutturale delle alanine terminali del peptidoglicano. Viene così evitata la formazione del ponte trasverso.